# Conversa

Il·lustració (bafarades) d'una conversa en català.

La conversa és la forma oral més habitual de la comunicació humana i s'estructura en torns de paraula, que els interlocutors prenen de manera lliure, però tenint en compte les regles de cessió, manteniment i petició del torn. En aquest sentit, les persones que prenen part d'una conversa s'expressen i escolten els seus interlocutors alternativament. En aquest procés comunicatiu, en proporció ben desigual, intervé, d'una banda, la informació transmesa per mitjà del llenguatge verbal (paraules, interjeccions, onomatopeies, frases, etc.), i de l'altra, la informació transmesa pel llenguatge no verbal (mirada, gesticulació, to de veu, velocitat a què es parla, etc.), elements que poden variar d'una cultura a una altra. La manifestació i la interpretació correctes d'aquest conjunt de senyals verbals i no verbals fan que una conversa s'efectuï d'una manera eficaç.

## Conversa col·loquial i conversa formal
En les converses col·loquials (que són les que mantenim cada dia amb persones de confiança, familiars, amics, i sobre un tema quotidià) solem utilitzar un vocabulari senzill, amb una tendència a utilitzar expressions no formals, barbarismes, repeticions de paraules, frases sense acabar, etc. Té un paper molt destacat la comunicació no verbal.
En canvi en les converses formals (que són aquelles que mantenim amb persones amb qui no tenim molta confiança) el vocabulari és més precís i la construcció de les frases més acurada.